# Lourdes Elizarrarás
María de Lourdes del Pozo Elizarrarás  (née le 2 juin 1959 à Mexico) est une actrice, réalisatrice, scénariste et productrice mexicaine de cinéma. Elle est l'épouse de Gabriel Retes.

## Filmographie

### Comme réalisatrice
Lourdes Elizarraras a coréalisé trois films avec son mari Gabriel Retes :
- 2003 : La Mudanza
- 2004 : @Festivbercine.ron
- 2006 : Bienvenido/Welcome 2

### Comme scénariste
Lourdes Elizarraras a coécrit quatre films avec son mari Gabriel Retes :
- 1992 : El Bulto
- 1995 : Bienvenido-Welcome
- 2004 : @Festivbercine.ron
- 2006 : Bienvenido/Welcome 2

### Comme productrice
- 2004 : @Festivbercine.ron d'elle-même et Gabriel Retes
- 2004 : Caribe d'Esteban Ramírez
- 2006 : Bienvenido/Welcome 2 d'elle-même et Gabriel Retes

### Comme actrice
- 1989 : La ciudad al desnudo de Gabriel Retes
- 1991 : Futuro sangriento de Daniel Dominguez
- 1992 : El Bulto de Gabriel Retes
- 1995 : Bienvenido-Welcome de Gabriel Retes
- 1995 : Mujeres insumisas d'Alberto Isaac
- 1995 : La ley de las mujeres de Billy Arellano et Ricardo Padilla
- 1996 : La nave de los sueños de Ciro Durán
- 2003 : La Mudanza d'elle-même et Gabriel Retes
- 2003 : Despedida de amor de Gabriel Retes
- 2004 : @Festivbercine.ron d'elle-même et Gabriel Retes
- 2006 : Bienvenido/Welcome 2 d'elle-même et Gabriel Retes